# Thomas Gumbleton
Thomas Gumbleton, né le 26 janvier 1930 à Détroit (Michigan) où il meurt le 4 avril 2024, est un ecclésiastique catholique américain, évêque auxiliaire de l'archidiocèse de Détroit, de 1968 à 2006. Il porte depuis le titre d'« évêque émérite auxiliaire de Détroit ».

## Biographie
Né à Détroit, Thomas John Gumbleton étudie au collège et au séminaire du Sacré-Cœur puis à l'université pontificale du Latran. Il obtient un baccalauréat ès arts en 1952 et une maîtrise en théologie en 1956 avant d'obtenir un doctorat en droit canonique en 1964. Il est ordonné au sacerdoce le 2 juin 1956.  
Il occupe plusieurs offices pastoraux et est vice-chancelier et chancelier dans la paroisse Saint-Alphonse de Dearborn. En 1968, il est nommé vicaire général de l'évêché de Détroit et évêque titulaire d'Ululi (de). Il sert ensuite les plusieurs paroisses Saint-Aloysius, Saint-Esprit et Saint-Léon. 
À la suite d'une audience en janvier 2006 devant une commission parlementaire de l'Ohio au cours de laquelle il se déclare lui-même victime dans sa jeunesse d'un abus sexuels sur mineurs dans l'Église catholique, et contredit les évêques de l'Ohio sur la question de la durée de prescription dans ce type d'affaire, l'archevêque de Detroit Adam Joseph Maida, lui-même soumis à une demande en ce sens du préfet de la Congrégation pour les évêques du Vatican, Giovanni Battista Re, demande et obtient en 2006 la démission de Thomas Gumbleton de sa charge d'évêque auxiliaire de Détroit, alors qu'il avait déjà atteint la limite d'âge canonique de 75 ans, et n'avait pas encore présenté de démission pour raison d'âge. En 2007, il démissionne à contre-cœur de sa fonction de prêtre responsable de la paroisse Saint-Léon par obéissance à l'archevêque Adam Joseph Maida qui le lui avait demandé parallèlement à sa démission d'évêque auxiliaire.
Thomas Gumbleton obtient des diplômes honorifiques dans neuf institutions universitaires américaines. Il est fondateur en 1972 de la branche américaine de l'organisme Pax Christi. Cette organisation milite en faveur de la paix dans plusieurs pays du monde et est reconnue comme telle pour ses efforts. Thomas Gumbleton, préoccupé par les armes nucléaires, s’est déclaré favorable à l’objection de conscience fiscale.
Cependant, l'évêque Gumbleton est aussi reconnu pour avoir été un dissident de premier rang dans l'Église américaine. Il est membre de plusieurs organismes dissidents, dont Call to Action, Detroit Catholic Pastoral Alliance, Institute for Public Accuracy, Nevada Desert Experience, New Ways Ministry, Share Foundation et New Ways Ministry.